# Hüttenberg (Karyntia)
Hüttenberg (słoweń. Getemberg) – gmina targowa w Austrii, w kraju związkowym Karyntia, w powiecie Sankt Veit an der Glan. Według Austriackiego Urzędu Statystycznego liczyła 1471 mieszkańców (1 stycznia 2015).